# Los Angeles Film Critics Association Awards 1977
La 3ª edizione dei Los Angeles Film Critics Association Awards si è tenuta il 10 gennaio 1978, per onorare il lavoro nel mondo del cinema per l'anno 1977.

## Premi
Miglior film
- Guerre stellari (Star Wars), regia di George Lucas

Miglior attore
- Richard Dreyfuss - Goodbye amore mio! (The Goodbye Girl)

Miglior attrice
- Shelley Duvall - Tre donne (3 Women)

Miglior regista
- Herbert Ross - Due vite, una svolta (The Turning Point)

Miglior attore non protagonista
- Jason Robards - Giulia (Julia)

Miglior attrice non protagonista
- Vanessa Redgrave - Giulia (Julia)

Miglior sceneggiatura
- Woody Allen e Marshall Brickman - Io e Annie (Annie Hall)

Miglior fotografia
- Douglas Slocombe - Giulia (Julia)

Miglior colonna sonora
- John Williams - Guerre stellari (Star Wars)

Miglior film in lingua straniera
- Quell'oscuro oggetto del desiderio (Cet obscur objet du désir), regia di Luis Buñuel  ·   Francia/ Spagna

New Generation Award
- Joan Micklin Silver

Career Achievement Award
- King Vidor